# Ascorhynchus pyriginospinus
Ascorhynchus pyriginospinus är en havsspindelart som beskrevs av McCloskey, L.R. 1967. Ascorhynchus pyriginospinus ingår i släktet Ascorhynchus och familjen Ammotheidae. Inga underarter finns listade i Catalogue of Life.